# IV. třída okresu Benešov
IV. třída okresu Benešov patří společně s ostatními čtvrtými třídami mezi desáté nejvyšší fotbalové soutěže v Česku. Je řízena Okresním fotbalovým svazem Benešov. Hraje se každý rok od léta do jara se zimní přestávkou. Hraje se ve 3 skupinách (označených A, B a C), skupina A má v současnosti 11, skupina B 10 a Skupina C 11 účastníků (celkem tedy 32 týmů) z okresu Benešov, každý s každým hraje jednou na domácím hřišti a jednou na hřišti soupeře. Vítěz každé ze skupin postupuje do III. třídy okresu Benešov.

## Vítězové

### IV. třída okresu Benešov skupina A
| Ročník    | Vítězný tým                     |
| --------- | ------------------------------- |
| 2003/2004 | SK Bystřice                     |
| 2004/2005 | TJ Sokol Krhanice               |
| 2005/2006 | FK Fercom Týnec nad Sázavou     |
| 2006/2007 | Sokol Maršovice B               |
| 2007/2008 | TJ Sokol Postupice              |
| 2008/2009 | Sokol Zaječice                  |
| 2009/2010 | TJ Sokol Netvořice              |
| 2010/2011 | SK Pyšely                       |
| 2011/2012 | TJ Vltavan Křečovice            |
| 2012/2013 | TJ Sokol Lešany                 |
| 2013/2014 | TJ Sokol Nespeky „B“            |
| 2014/2015 | SK Posázavan Poříčí nad Sázavou |
| 2015/2016 | TJ Slavoj Čerčany               |
| 2016/2017 | TJ Sokol Václavice              |
| 2017/2018 | TJ Sokol Ostředek               |
| 2018/2019 |                                 |

### IV. třída okresu Benešov skupina B
| Ročník    | Vítězný tým             |
| --------- | ----------------------- |
| 2003/2004 | FK Bílkovice „B“        |
| 2004/2005 | TJ Sokol Heřmaničky     |
| 2005/2006 | SK Olbramovice „B“      |
| 2006/2007 | TJ Sokol Jankov         |
| 2007/2008 | FC Libouň               |
| 2008/2009 | FK Budenín              |
| 2009/2010 | SK Olbramovice „B“      |
| 2010/2011 | SK Votice „C“           |
| 2011/2012 | TJ Sokol Sedlec-Prčice  |
| 2012/2013 | TJ Sokol Mezno „B“      |
| 2013/2014 | TJ Úročnice Benešov     |
| 2014/2015 | TJ Sokol Miličín        |
| 2015/2016 | TJ Jiskra Struhařov „B“ |
| 2016/2017 | TJ Jiskra Struhařov „B“ |
| 2017/2018 | FC Myslič               |
| 2018/2019 |                         |

### IV. třída okresu Benešov skupina C
| Ročník    | Vítězný tým                  |
| --------- | ---------------------------- |
| 2003/2004 | TJ Radošovice                |
| 2004/2005 | TJ Sokol Kondrac „B“         |
| 2005/2006 | TJ Jiskra Struhařov „B“      |
| 2006/2007 | TJ Sokol Čechtice            |
| 2007/2008 | Sokol Chotýšany B            |
| 2008/2009 | FK Libež                     |
| 2009/2010 | FC Myslič                    |
| 2010/2011 | TJ Nesperská Lhota „B“       |
| 2011/2012 | TJ Sokol Čechtice            |
| 2012/2013 | TJ Jawa Dišišov „B“          |
| 2013/2014 | FC Sokol Velíš               |
| 2014/2015 | FK Libež                     |
| 2015/2016 | ZJ Sokol Trhový Štěpánov „B“ |
| 2016/2017 | TJ Sokol Dolní Kralovice     |
| 2017/2018 | FK Libež                     |
| 2018/2019 |                              |